# Lasiosina jakutica
Lasiosina jakutica är en tvåvingeart som beskrevs av Nartshuk 1991. Lasiosina jakutica ingår i släktet Lasiosina och familjen fritflugor. Inga underarter finns listade i Catalogue of Life.